# Sheffield
Pour les articles homonymes, voir Sheffield (homonymie).

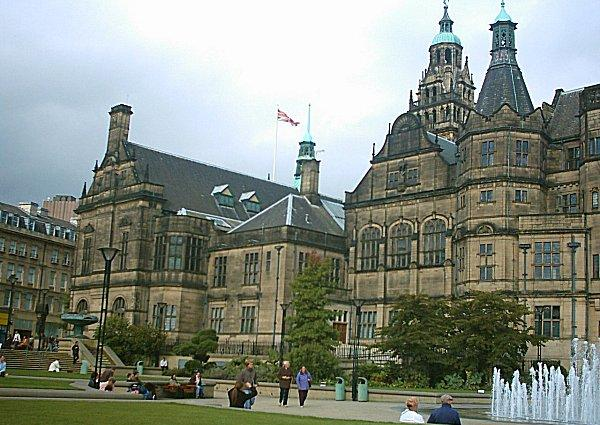
La mairie de Sheffield en octobre 2004.

Sheffield (/ˈʃɛfiːld/ ) est une ville du Nord de l'Angleterre, située au confluent du Don et de la Sheaf, d'où elle tire son nom (field signifie champ en anglais). Sheffield se trouve dans le comté du Yorkshire du Sud et possède le statut de cité. Sa prospérité est due à son passé industriel, et plus particulièrement à la sidérurgie.
La ville fut le berceau de nombreuses innovations techniques dans le domaine de la sidérurgie, notamment en 1740, la fabrication de l’acier au creuset inventée par l’horloger Benjamin Huntsman, et en 1913 l'invention de la formule de l’acier inoxydable par Harry Brearley, ingénieur de la manufacture d'armes Brown-Firth Steels.
Durant la révolution industrielle, la population de la ville décupla, et cette dernière acquit en 1893 le statut de cité par assentiment royal (titre cérémonial). Durant les années 1970 et 1980, la concurrence internationale entraîna un déclin de l’industrie locale, accompagné d'un déclin de l'extraction minière locale. En 2011, on estimait la population de la ville à 551 800 habitants, ce qui en faisait la cinquième ville d'Angleterre.

## Histoire
Les premiers signes de présence humaine sur le territoire de Sheffield datent de la dernière période glaciaire, mais le village d’origine anglo-saxonne et danoise, qui a donné naissance à la ville, date de la deuxième moitié du premier millénaire. Au temps des Anglo-Saxons, le territoire de Sheffield s’étendait à la limite entre les royaumes de Mercie et de Northumbrie. La Chronique anglo-saxonne qui relate l’histoire des Anglo-Saxons, reporte qu'Eanred de Northumbrie se soumit au roi Egbert du Wessex en 829 au hameau de Dore (maintenant situé sur le territoire de Sheffield). Cet événement permit à Egbert d’être le premier Saxon à prétendre être roi de toute l’Angleterre. Après la conquête normande, le château de Sheffield fut construit pour défendre la population locale. C'est autour de celui-ci que se développa la cité qui constitue le centre de la ville actuelle.
Les collines où se développa la ville médiévale de Sheffield étaient riches en minerai de fer et sa forêt fournissait le charbon de bois. Les cinq rivières alentour apportèrent la force hydraulique et la pierre locale : la meulière. Grâce à cet environnement, Sheffield devint, dès le XIVe siècle, le premier producteur anglais de coutellerie de qualité.
En 1296, un marché fut installé en lieu et place de l’actuelle place du château (Castle Square), ce qui contribua au développement de Sheffield en tant que centre de commerce. Au XIVe siècle, Sheffield était déjà reconnue pour sa production de coutellerie. En 1600, Sheffield était considéré comme le centre anglais de la coutellerie, entre autres avec la puissante guilde des couteliers, the company of cultlers in Hallamshire (la compagnie des couteliers du Hallamshire). Entre 1570 et 1584, Marie Stuart, accusée de complot par Élisabeth Ire d'Angleterre, fut retenue prisonnière au château de Sheffield et au manoir de Sheffield.

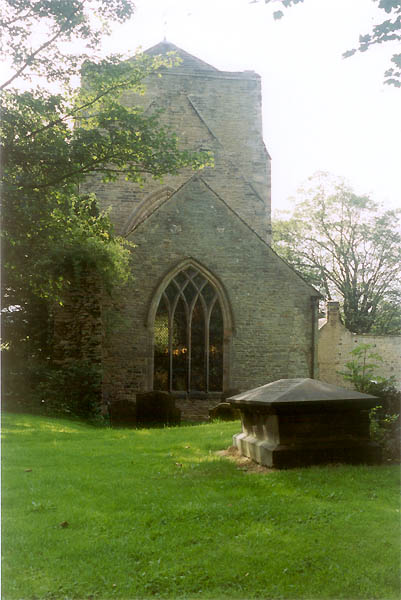
L'abbaye de Beauchief.

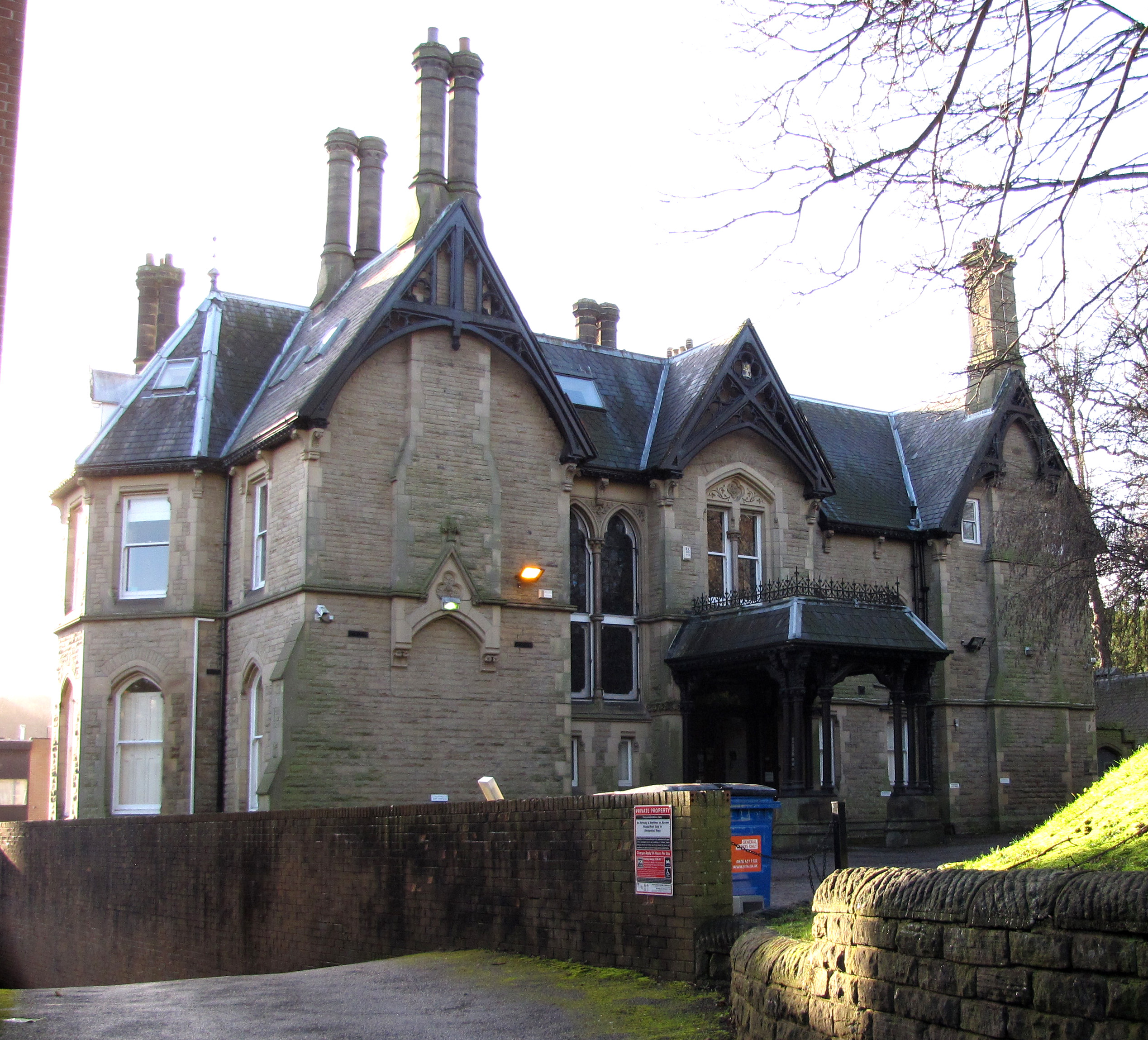
Riverdale House, manoir victorien, dans le quartier de Ranmoor.

En 1740, la fabrication de l’acier au creuset fut inventée par l’horloger Benjamin Huntsman afin d’améliorer la qualité des aciers. Avant l’introduction de cette technique, Sheffield ne produisait que 200 tonnes d’acier par an. Un siècle après l’introduction de cette technique, la production s’élevait à 80 000 tonnes par an (environ la moitié de la production européenne de l’époque). À peu près au même moment une technique de la fusion d'une mince feuille d'argent sur un lingot de cuivre pour produire du placage d'argent a été inventée, connue sous le nom de placage de Sheffield (en) (Sheffield plate). Ces découvertes permirent à Sheffield de devenir une puissante cité industrielle en Europe. Toutefois, la perte de certains marchés d'exportation a entraîné une récession fin du XVIIIe siècle-début XIXe siècle. Les mauvaises conditions ont entraîné une épidémie de choléra qui a tué 402 personnes en 1832. La révolution industrielle a amené une résurgence de Sheffield au cours du XIXe siècle. En raison de sa population croissante, la ville a été reconnue comme bourg en 1842 et la charte de cité lui fut accordée en 1893.

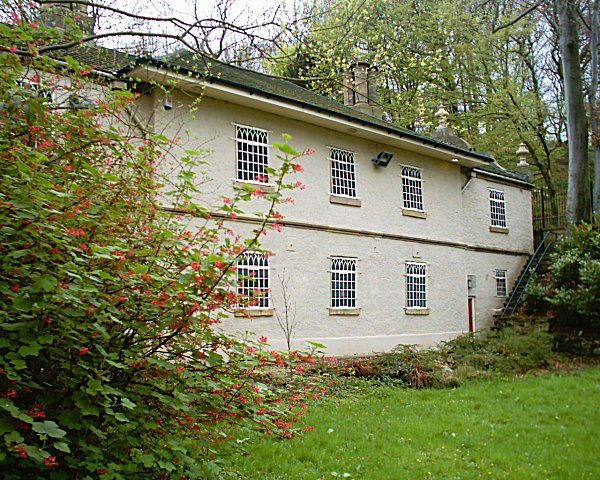
Bains publics de Birley Spa, construits en 1843.

L'afflux de population a également conduit à la demande d'un meilleur approvisionnement en eau, et un certain nombre de nouveaux réservoirs ont été construits à la périphérie de la ville. L'effondrement du mur du barrage de l'un de ces réservoirs en 1864 a abouti à la « grande inondation de Sheffield », qui a tué 270 personnes et dévasté une grande partie de la ville. L'accroissement de la population a également conduit à la construction d'un grand nombre de bidonvilles, qui, avec une grave pollution engendrée par les usines, ont inspiré George Orwell qui écrit dans Le Quai de Wigan publié en 1937 : « Sheffield pourrait, je crois, faire avantageusement valoir ses droits au titre de ville la plus laide de l'ancien continent ».
La récession des années 1930 a été interrompue que par l'augmentation des tensions internationales prémices de la Seconde Guerre mondiale. Les aciéries de Sheffield ont été reconverties dans la fabrication d'armes et de munitions. En conséquence, une fois la guerre déclarée, la ville est devenue une cible des bombardements aériens, le plus important dont au cours des nuits du 12 et du 15 décembre 1940 (maintenant connu sous le nom du Blitz de Sheffield). Plus de 660 personnes ont perdu la vie et de nombreux bâtiments ont été détruits.
Dans les années 1950 et 1960, un grand nombre de bidonvilles ont été démolis et remplacés par des logements tels que les Park Hill flats. De grandes parties de la ville ont également été démolies pour faire de la place pour une nouvelle infrastructure routière. Le développement de l'automation et de la concurrence de l'étranger ont abouti à la fermeture de nombreuses aciéries. Les années 1980 ont connu le pire de cette période de fermetures dans l'industrie à Sheffield (ainsi que dans de nombreux autres endroits au Royaume-Uni). En 1984, cinq grèves des mineurs ont touché les zones minières de charbon à l'est et au nord-est de Sheffield, mais il est peu probable que cela ait eu un impact majeur sur l'économie de la ville. La construction du centre commercial de Meadowhall sur le site d'une ancienne aciérie en 1990 a été d'un impact mitigé : nécessité de créer des emplois, mais accélération du déclin de la ville. Les tentatives visant à relancer la ville ont été faites lorsque la ville a accueilli en 1991 les Universiades, qui ont permis la construction de nouvelles installations sportives telles que la Sheffield Arena, le Stade Don Valley et le complexe Ponds Forge.
La ville est en train de changer rapidement à mesure que de nouveaux projets visent à régénérer quelques-unes des parties les plus vétustes de la ville. L'un de ces projets, Heart of the City Project, a produit un certain nombre de travaux publics au centre-ville : les Jardins de la Paix ont été rénovés en 1998, la galerie du Millénaire a ouvert ses portes en avril 2001, le Jardin d'hiver a été inauguré le 22 mai 2003, et un espace public destiné à établir un lien entre ces deux zones, la place du Millénaire, a été inauguré en mai 2006. De nouveaux programmes de développements dont le réaménagement de Sheaf Square face à la gare récemment rénovée. Une nouvelle place comprend une sculpture d'avant-garde, conçue par Si Applied Ltd, faite en acier de Sheffield.

## Géographie
Sheffield est située à côté de Rotherham dont elle est séparée en grande partie par l'autoroute M1. Bien que Barnsley soit également voisine de Sheffield vers le nord, la ville elle-même est quelque peu plus éloignée. Le sud et l'ouest de la ville sont partagées avec le Derbyshire, dans la première moitié du XXe siècle Sheffield a étendu ses limites au sud dans le Derbyshire, en annexant un certain nombre de villages, y compris Totley, Dore et la région maintenant connue sous le nom de district de Mosborough (en). Directement à l'ouest de la ville se trouvent le Parc national de Peak District et les Pennines.
Sheffield est une ville géographiquement diversifiée. La ville est nichée dans un amphithéâtre naturel créé par plusieurs collines, et au confluent des cinq rivières : le Don, la Sheaf, le Rivelin, la Loxley et la Porter.
En tant que tel, une grande partie de la ville est construite à flanc de colline avec vue sur la ville ou à la campagne. Le point le plus bas de la ville est à seulement 29,27 mètres au-dessus du niveau de la mer, près de Blackburn Meadows (en), tandis que certaines parties de la ville sont à plus de 500 mètres ; le point le plus élevé étant 548 mètres à High Stones, près de Margery Hill (en). Toutefois, 79 % des habitations de la ville sont entre 100 et 200 m au-dessus du niveau de la mer.

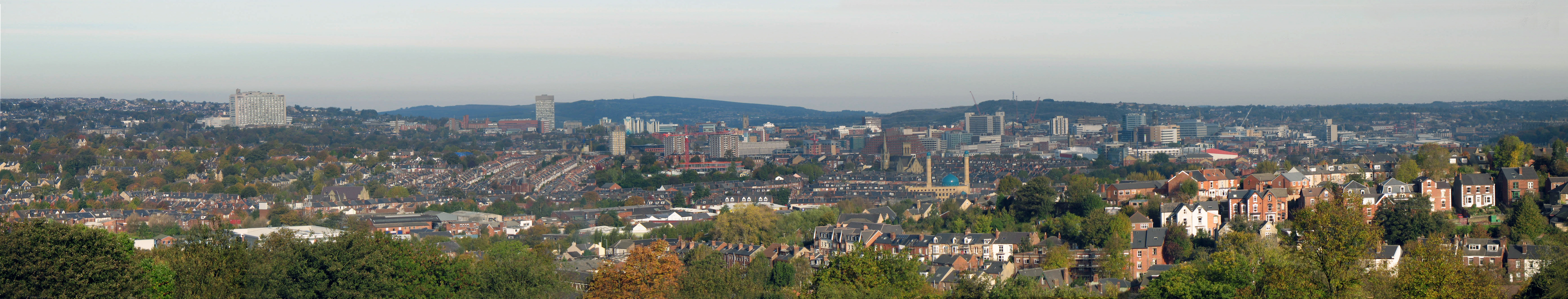
Panorama depuis Meersbrook Park.

Avec un total estimé de plus de deux millions d'arbres, Sheffield a plus d'arbres par habitant que toute autre ville en Europe. Il a plus de 170 forêts (28,3 km2), 78 parcs publics (18,3 km2) et 10 jardins publics. Ajouté aux 134,7 km2 du parc national et aux 10,9 km2 de plan l'eau, cela signifie que 61 % de la ville est en espaces verts.
Sheffield compte aussi une très grande diversité d'habitat, se comparant favorablement à toutes les villes du Royaume-Uni : urbain, des parcs et bois, de l'agriculture et terres arables, des landes, des prairies et de l'eau douce. De grandes parties de la ville sont désignés comme sites d'intérêt scientifique particulier, dont plusieurs zones urbaines.
Les limites de ville actuelle ont été fixées en 1974 (avec une légère modification en 1994), lorsque l'ancienne cité de Sheffield a fusionné avec le district urbain de Stocksbridge et de deux paroisses du district rural de Wortley. Cette zone comprend une partie importante de la campagne autour de la principale région urbaine. Environ un tiers de Sheffield se trouve dans le Parc national de Peak District (aucune autre ville britannique ne comprend des parties d'un parc national à l'intérieur de son territoire), Sheffield souvent se vante d'être la ville la plus verte d'Europe, une revendication qui a été renforcée quand elle a remporté en 2005 le prix de l'Entente florale Europe. Cela a été facilité par le fait que Sheffield contient plus de 150 espaces boisés et 50 parcs publics.

## Économie
La ville est célèbre pour sa production d'acier. De nombreuses innovations dans ce domaine, dont le stainless steel (acier inoxydable), ont été créées sur place. Cependant, avec la modernisation de l'industrie dans les années 1960 et 1970, le nombre de salariés travaillant dans l'industrie a chuté et ce secteur n'emploie que le millième de ce qu'il comptait lors de la Seconde Guerre mondiale.
La production actuelle d'acier est plus élevée que ce qui n'a jamais été produit par an à ce jour. Cette tendance devrait disparaître avec la fermeture d'une des grandes aciéries de Sheffield 'Outo Kumpu' à Tinsley. Les usines de Sheffield Forgemasters et Tinsley Wire produisent toujours en quantité.
Récemment, la ville a tenté de rehausser son image en investissant dans le sport (Ponds Forge Sports Centre) et la technologie (Attercliffe Technology Park), ainsi qu'en faisant faire de nombreux travaux en centre-ville grâce au projet municipal de régénération. Sheffield accueille en effet de nombreux centres d'appels et quartiers généraux de compagnies informatiques et des télécoms telles que :
- Telewest Cable (Yorkshire Cable) ;
- BT ;
- Tiscali Broadband ;
- E-Buyer ;
- Currys & Dixons ;
- NatWest ;
- Spinflo ;
- Aviva.

La ville est réputée dans tout le nord de l'Angleterre pour la qualité de ses loisirs, et principalement pour ses boîtes de nuit (Republic, Kingdom, Leadmill & Corporation).
En 1994, Sheffield a célébré l'arrivée de Sheffield Supertram, le réseau de tramways sur voie ferrée classique. Depuis son ouverture, le réseau a connu une augmentation des voyageurs et du service, notamment de nuit.
C'est également à Sheffield que se produit l'événement le plus important dans le monde du snooker professionnel
à savoir l'Embassy Championnat du monde, tenu chaque année depuis 1927. Le tournoi s'est établi au Crucible Theatre depuis 1977. En 2005, il fut décidé de prolonger le contrat avec le Crucible Theatre pour cinq ans.
La chocolaterie Thorntons a ouvert à Sheffield en 1911 avant de déménager à Alfreton dans les années 1980.
La maison d'édition Twinkl est basée à Sheffield.

## Histoire
La révolution industrielle est à la base de la croissance rapide de la ville au XIXe siècle. Cependant le site occupé aujourd'hui par le marché central couvert était un hameau romain. Le village est cité dans le Domesday Book ainsi que les quartiers alentour. Après la conquête normande, le château de Sheffield a été construit (où se trouve le marché du château Castle Market).
Dès le XIVe siècle, Sheffield était connu pour ses couteaux, et à partir de 1600 Sheffield est devenu le centre de la production coutelière de l'Angleterre, créant une croissance sans précédent, la construction d'usines et la création de banlieues de riches industriels (Totley) et de quartiers de maisons en terrasse d'ouvriers.
Sheffield a été nommée « ville d'Angleterre ». La ville s'est vue donner les villages de Beighton, Norton, Mosborough, Dore, Totley et Bradway en 1843 et 1934, en raison de l'expansion de l'agglomération. Sheffield gagne le titre de district parlementaire en 1832 et de district municipal en 1843. Ces deux distinctions existent à ce jour, donnant l'existence à deux Sheffield (ville/municipalité et district). Elle a le statut de cité.
La ville a connu une des catastrophes les plus meurtrières de l'histoire du football en Europe, le 15 avril 1989, dans le stade de Hillsborough. Une terrible bousculade a fait 96 morts.

### Patrimoine historique
La cathédrale catholique
La cathédrale anglicane

## Transport

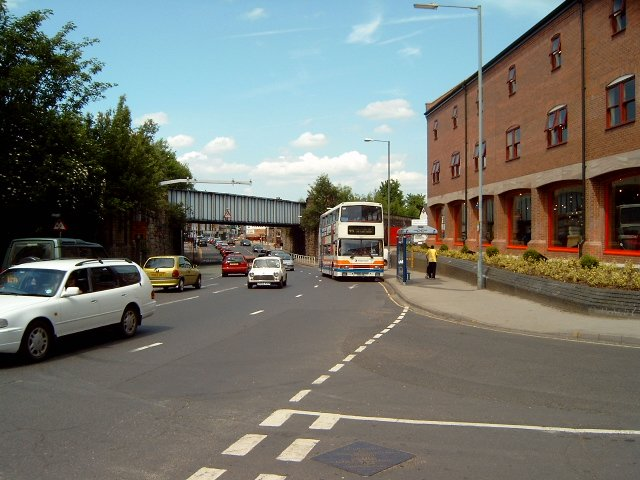
London Road South en juin 2003.

Sheffield est au centre d'une étoile ferrée et routière. L'autoroute M1 forme un périphérique extérieur. L'autoroute M18 débute à Sheffield à la sortie 32 de la M1. La ville est desservie par les trunk roads (routes classées A) A57, A61 et leurs antennes A 616, A621, A625, A630 et A631.
Le chemin de fer est arrivé à Sheffield au milieu du XIXe siècle avec la construction de la ligne reliant Sheffield et Rotherham. En 1870, Sheffield est reliée à Londres et dix ans plus tard à Manchester (par la Hope Valley). La première Grande Ligne relie Sheffield à Manchester par Woodhead.
Aujourd'hui, Sheffield est desservie par cinq lignes à trafic voyageurs en plus des trois lignes réservées au fret. La gare principale reste Sheffield Midland Station qui comporte huit voies à quai avec douze quais. La fréquence des services est de une heure ou plus. Le train pour Londres part du quai 5 alors que les express pour Manchester, Leeds, York, Birmingham, Plymouth et Édimbourg partent des quais 2 et 6. Les quais 1, 2c, 3, 4 et 8 sont réservés aux services locaux.

## Parcs et forêts
Sheffield a plus d'arbres par habitant que toute autre ville d'Europe. Il existe plus de 170 parcs, squares et forêts, les forêts couvrant une aire totale de 28,27 km2 et les parcs publics une surface de 18,30 km2. Les jardins publics sont au nombre de dix. À cela il faut ajouter les 134,66 km2 du Parc national de Peak District. Les plus connus sont Graves Park, Meersbrook Park, Norfolk Park, Endcliffe Park et le jardin botanique.

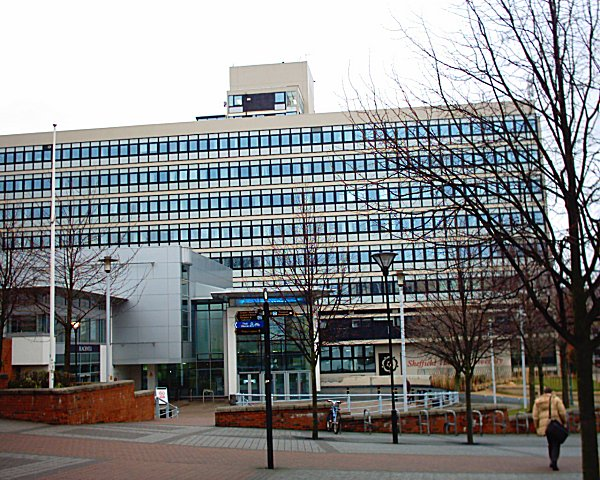
Sheffield Hallam University.

- Sheffield Winter Gardens

## Enseignement
Deux universités existent à Sheffield :
- Université de Sheffield Hallam (plus de 28 000 étudiants) ;
- Université de Sheffield (plus de 25 000 étudiants).

## Jumelages
- Anshan (Chine)
- Pittsburgh (États-Unis)
- Bocholt (Belgique)
- Bochum (Allemagne)
- Donetsk (Ukraine)
- Estelí (Nicaragua)
- Kawasaki (Japon)
- Kitwe (Zambie)

## Sport

### Football
Trois équipes de football professionnel :
- Sheffield United
- Sheffield Wednesday
- Sheffield FC

### Hockey sur glace
Une équipe de hockey sur glace :
- Sheffield Steelers[15]

### Rugby
Une équipe de rugby league en Championship
- Sheffield Eagles RLFC

### Force athlétique
La ville est connue en force athlétique (powerlifting ) pour héberger chaque année depuis 2023 l'évènement SBD Sheffield, organisé par SBD. Cette compétition voit s'affronter les meilleurs athlètes de la discipline, où leur rang est établi en fonction du pourcentage du record du monde de leur catégorie de poids réalisé lors de l'événement. 

## Tour de France
- Le dimanche 6 juillet 2014, Sheffield est la ville d'arrivée de la deuxième étape du Tour de France 2014, partie de la ville d'York après un parcours de 201 km.

## Personnalités liées à la ville
- Liste de personnalités nées à Sheffield

### Avant 1901
- Elisha Kirkall, graveur né dans cette ville vers 1681-1681 ;
- Hannah Kilham, missionnaire britannique née en 1774.

### XXeetXXIesiècles

#### Cinéma
- Sean Bean, acteur
- Michael Palin, comédien (Monty Python).
- Dominic West, acteur anglais.

#### Musique
- Arctic Monkeys, groupe de rock indépendant.
- Derek Bailey, guitariste.
- Dora Bright, pianiste et compositrice.
- Bring Me The Horizon, groupe de deathcore, metalcore, nu metal, pop metal, post hardcore, metal alternatif.
- Cabaret Voltaire, groupe new wave et expérimental.
- Joe Cocker, chanteur blues et rock.
- Dead Sons (en), groupe de rock indépendant.
- Def Leppard, groupe de rock faisant partie de la New wave of British heavy metal.
- Richard Hawley, chanteur.
- Human League, groupe new wave.
- I Monster, groupe anglais de musique électro.
- In the Nursery, groupe de musique industrielle.
- Malevolence, groupe de beatdown hardcore.
- Moloko, groupe de musique électro.
- Pulp, groupe de musique pop.
- John Reilly Band, groupe de pop-rock.
- Reverend and the Makers, groupe de rock indépendant.
- Saxon, groupe de heavy metal.
- 65daysofstatic, groupe de post-rock.
- While She Sleeps, groupe de metalcore
- Wooden Toaster, compositeur.
- Yungblud, chanteur de rock alternatif, pop punk et hip hop.
- Mark Bell, DJ ayant produit Björk, et fondateur du groupe de musique électronique LFO.
- The Black Dog, trio de musique électronique.

#### Sports
- John Beresford, footballeur.
- Gary Cahill, footballeur.
- Jessica Ennis, athlète (heptathlon).
- Naseem Hamed, boxeur, champion du monde des poids plumes.
- Chris Hope, footballeur.
- Scott Sellars, footballeur anglais.
- David Wetherall, footballeur.
- Danny Willett, golfeur professionnel.
- Kyle Walker, footballeur.
- Jamie Vardy, footballeur.

#### Autres
- Geoff Nicholson, écrivain britannique.
- Marcia Wilkinson, neurologue.